# Pedro Aguilera
Pour les articles homonymes, voir Aguilera.
Pedro Aguilera (né, selon les sources, en 1977 ou 1978 à Saint-Sébastien dans le Pays basque espagnol) est un réalisateur et scénariste espagnol de cinéma.

## Biographie
Diplômé des Beaux Arts à l'Université de Madrid, Pedro Aguilera travaille d'abord dans le milieu publicitaire, puis occupe des postes mineurs dans l'industrie cinématographique.
Après s'être déplacé au Mexique pour assister Carlos Reygadas sur Bataille dans le ciel et Amat Escalante (ancien assistant de Reygadas) sur Sangre (coproduit par Reygadas), deux films présentés au Festival de Cannes 2005, Pedro Aguilera réalise La influencia, œuvre austère influencée par Jeanne Dielman… de Chantal Akerman et L’argent de Robert Bresson, coproduite par Reygadas et présentée au Festival de Cannes 2007 où elle est sélectionnée dans la section de la Quinzaine des réalisateurs. À Bruxelles, La influencia remporte le Prix de l'Âge d'or 2007. Le film est également en compétition au Festival international du film de Thessalonique.
Le 1er octobre 2010, Naufragio, coproduction germano-espagnole, est présenté au Hamburg Film Festival, puis est sélectionné au Festival de San Sebastian 2011, avant de sortir en Espagne le 17 juin 2011. Un nouveau film intitulé Demonios tus ojos est sélectionné en janvier 2017 au Festival de Rotterdam, puis dans une dizaine de festivals à travers l'Europe et aux USA. Il sort finalement de façon limitée en Espagne le 12 mai 2017 et en Colombie le 11 octobre 2018. En 2019, Pedro Aguilera coréalise un court métrage titré La crisis qui n'est projeté que dans un festival espagnol mineur.

## Filmographie
- 2007 : La influencia
- 2010 : Naufrage (Naufragio)
- 2016-2020 : 3%
- 2019 : La crisis
- 2023 : Splendid Hotel